# Ataúlfo Argenta
Pour les articles homonymes, voir Argenta.
Ataúlfo Argenta (Castro Urdiales, 19 novembre 1913 - Los Molinos, 21 janvier 1958) est un pianiste et chef d'orchestre espagnol.
Il est le père du journaliste Fernando Argenta (1945-2013).

## Biographie
Ataúlfo Exuperio Martín de Argenta Maza est le fils unique de Juan Martín Argenta et Laura Maza.
En 1927, il se rend à Madrid pour étudier la musique au Conservatoire royal de Madrid, en tant qu'élève de Fernández Alberdi. Là, il se fait remarquer rapidement comme pianiste. Plus tard, il étudie en Belgique avec Armand Marsick.
Professeur de piano au conservatoire de Cassel, il étudie la direction d'orchestre avec Carl Schuricht. Après s'être produit comme pianiste avec succès en Espagne et à l'étranger, il se consacre exclusivement à la direction d'orchestre.
Il retourne en Espagne à la fin de la Guerre civile. Pendant la Seconde Guerre mondiale, il joue du piano et du célesta dans l'Orchestre national d'Espagne à Madrid. En 1947, il est nommé chef de ce même orchestre, d'abord en second, puis comme chef titulaire en remplacement de Pérez Casas. En 1949, il fonde l'Orchestre de chambre de Madrid. Il est aussi chef invité de l'Orchestre national de France et l'Orchestre de la Suisse Romande
Spécialiste de la musique romantique allemande et de la musique espagnole, avec une prédilection pour le compositeur Manuel de Falla, il obtient la Cruz de Isabel la Católica et la Gran Cruz de Alfonso X el Sabio (cette dernière distinction à titre posthume). Il est aussi nommé membre de la Real Academia de Bellas Artes de San Fernando en 1956.
Ataúlfo Argenta meurt à Madrid en 1958 accidentellement d'une intoxication au monoxyde de carbone. Peu de jours avant, il avait obtenu un de ses plus grands succès en dirigeant au Palacio de la Música primero, puis dans le Monumental Cinema de Madrid, l'oratorio de Haendel Le Messie.
Le 31 janvier, dix jours après son décès, les musiciens interprètent debout le choral de la cantate BWV 140 de Jean-Sébastien Bach, devant un public également debout.
Parmi ses interprétations les plus remarquables figurent la Rapsodie espagnole de Maurice Ravel et les Danses espagnoles de Moritz Moszkowski.
Une statue d'Ataúlfo Argenta par le sculpteur Rafael Huerta a été érigée dans le jardin de Castro Urdiales en 1961.

## Enregistrements
Argenta a enregistré une cinquantaine zarzuelas avec des chanteurs d'opéra connus dans les principaux rôles. De nombreux enregistrements de cette série ont été republiés par Alhambra, Columbia, puis plus tard par Novoson ; certains ont été republiés par Decca, label avec lequel le chef avait signé un contrat pour une série d'enregistrements consacrés à la musique espagnole, russe ou française.
Argenta a aussi enregistré l'opéra Goyescas de Enrique Granados, le Concerto d'Aranjuez de Joaquín Rodrigo (avec Narciso Yepes), de nombreuses pages de Manuel de Falla (L'Amour sorcier, Nuits dans les jardins d'Espagne, Les Tréteaux de maître Pierre, Concerto pour clavecin...) et Joaquín Turina (Danses fantastiques, Prière du torero, Symphonie sévillane, Procession du Rocio...), ainsi que la Symphonie n°3 « Héroïque » de Beethoven, la Symphonie fantastique d'Hector Berlioz avec l'Orchestre de la Société des concerts du Conservatoire, Images de Claude Debussy et la Symphonie n°4 de Tchaikovsky, avec l'Orchestre de la Suisse romande.
Quand sa mort survint, il allait enregistrer les symphonies de Johannes Brahms à Vienne.